# Gran Asunción
Gran Asunción, o Área Metropolitana de Asunción, es el aglomerado urbano que comprende Asunción y su conurbación sobre los departamentos de Central y Presidente Hayes. Es la zona más densamente poblada y donde se da el mayor crecimiento demográfico de todo el país, ya que en la última década la población de los anillos metropolitanos creció hasta un 40%, no así en Asunción, donde se registra prácticamente un nulo crecimiento.
Alrededor del 40% de la población paraguaya vive en Gran Asunción. La Zona Metropolitana de Asunción concentra el 49.2% del PIB Nacional, siendo la zona más productiva del Paraguay. También se encuentran las mayores sedes industriales, educativas y culturales que brindan sus servicios para todo el país.

## Detalles
La población de la Zona Metropolitana de Asunción sobrepasa los 2 millones, el cual comprende el 40% del total nacional. Los distritos del Departamento Central están en un acelerado proceso de conurbación y despegue demográfico, gracias a la natalidad y la migración desde el interior del país.
Posee un fuerte vínculo con la ciudad argentina de Clorinda, por lo que se encamina a constituirse en un área metropolitana de carácter transnacional. Últimamente las ciudades centralinas son las preferidas por los nuevos residentes de Gran Asunción, debido a los bajos precios de tierra y fácil acceso a la capital. Estos distritos componen los segundos y terceros anillos metropolitanos.
Los distritos totalmente urbanos como Asunción, Fernando de la Mora, Villa Elisa, Lambaré y San Lorenzo (partes del primer anillo metropolitano), que acostumbraban expandirse horizontalmente, ahora empiezan a crecer verticalmente, es decir, la población empieza a residir en edificios de altura, tal como se da en las demás áreas metropolitanas importantes del mundo.

## Clasificación
- El Área Metropolitana de Asunción (AMA): En su definición clásica está conformado por Asunción junto con 10 distritos del Departamento Central. Estos distritos son Capiatá, Luque, San Lorenzo, Lambaré, Fernando de la Mora, Limpio, Ñemby, Mariano Roque Alonso, Villa Elisa y San Antonio. Según el INE, los distritos más alejados como Ypané e Itauguá, presentaron un acelerado crecimiento demográfico y habitacional, que propiciaron la expansión de la mancha urbana.[1]

- La Zona Metropolitana de Asunción (ZMA): Comprende más allá de la clásica «área metropolitana de Asunción (AMA)». Esta zona concentra el 49.2% del PIB Nacional y presenta el mayor crecimiento demográfico de todo el país. En esta área habita el 40 % de la población paraguaya. Cuenta con una población de 2 346 168 habitantes según datos del censo paraguayo de 2022. Incluye a distritos un poco más alejados de la capital, tales como Ypacaraí, Itá, Villeta y Nueva Italia.[2]

### Distritos

#### Gran Asunción Oriental
Son los distritos (principalmente del Departamento Central) ubicados en la margen oriental del río Paraguay que tradicionalmente son considerados como parte de la llamada Gran Asunción o Gran Asunción Oriental:
| N.º | Distrito             | Entidad | Área (km²) | Población (2022) | Densidad (hab./km²) | Distancia (km) |
| --- | -------------------- | ------- | ---------- | ---------------- | ------------------- | -------------- |
| 1   | Asunción             | Capital | 117        | 462 241          | 3 951               | 0 km           |
| 2   | Luque                | Central | 152        | 259 705          | 1 708               | 11 km          |
| 3   | Capiatá              | Central | 88         | 236 999          | 2 693               | 20 km          |
| 4   | San Lorenzo          | Central | 56         | 225 395          | 4 024               | 13 km          |
| 5   | Limpio               | Central | 110        | 139 652          | 1 269               | 19 km          |
| 6   | Lambaré              | Central | 27         | 127 150          | 4 709               | 5 km           |
| 7   | Ñemby                | Central | 29         | 116 383          | 4 013               | 15 km          |
| 8   | Fernando de la Mora  | Central | 20         | 110 255          | 5 513               | 8 km           |
| 9   | Itauguá              | Central | 126        | 93 213           | 740                 | 30 km          |
| 10  | Mariano Roque Alonso | Central | 40         | 85 133           | 2 128               | 12 km          |
| 11  | Villa Elisa          | Central | 18         | 71 383           | 3 966               | 10 km          |
| 12  | Areguá               | Central | 114        | 70 298           | 617                 | 22 km          |
| 13  | Itá                  | Central | 182        | 69 049           | 379                 | 36 km          |
| 14  | Ypané                | Central | 53         | 66 700           | 1 258               | 22 km          |
| 15  | Saldívar             | Central | 32         | 60 162           | 1 880               | 25 km          |
| 16  | San Antonio          | Central | 23         | 57 843           | 2 515               | 18 km          |
| 17  | Villeta              | Central | 868        | 35 941           | 41                  | 30 km          |
| 18  | Guarambaré           | Central | 30         | 27 695           | 923                 | 30 km          |
| 19  | Ypacaraí             | Central | 111        | 21 030           | 189                 | 37 km          |
| 20  | Nueva Italia         | Central | 386        | 9 941            | 26                  | 45 km          |
|     | 1° Anillo            |         | 482        | 1 518 660        | 3 151               |                |
|     | 1° y 2° Anillo       |         | 1 035      | 2 213 379        | 2 139               |                |
|     | Total                |         | 2 582      | 2 349 340        | 910                 |                |

#### Gran Asunción Occidental
Debido a la reciente construcción de nuevas infraestructuras y al gran crecimiento poblacional hacia el oeste del río Paraguay, se consideran también a los distritos cercanos del Departamento de Presidente Hayes como parte de la llamada Gran Asunción Occidental:
| N.º | Distrito        | Entidad          | Área (km²) | Población (2022) | Densidad (hab./km²) | Distancia (km) |
| --- | --------------- | ---------------- | ---------- | ---------------- | ------------------- | -------------- |
| 21  | Villa Hayes     | Presidente Hayes | 20 020     | 47 967           | 1                   | 32 km          |
| 22  | Benjamín Aceval | Presidente Hayes | 11 076     | 22 008           | 2                   | 43 km          |
| 23  | Nanawa          | Presidente Hayes | 19         | 6 005            | 1 501               | 27 km          |
| 24  | José Falcón     | Presidente Hayes | 1919       | 3 693            | 2                   | 25 km          |
| 25  | Nueva Asunción  | Presidente Hayes | 75         | 3 172            | 42                  | 18 km          |
|     | Total           |                  | 33 109     | 82 845           | 3                   |                |

## Anillos

### Primer anillo
Son los distritos más cercanos a la capital. Al igual que Asunción, poseen 100% de población urbana y son los más densamente poblados, con crecimiento demográfico de forma vertical.
- Luque
- Fernando de la Mora
- Lambaré
- Villa Elisa
- Mariano Roque Alonso
- San Lorenzo
- Ñemby
- San Antonio
- Nueva Asunción

### Segundo anillo
Son los distritos periféricos a los del primer anillo. La población rural es nula en todos los distritos excepto Itauguá y Guarambaré.
- Limpio
- Areguá
- Capiatá
- Itauguá
- Julián Augusto Saldívar
- Guarambaré
- Ypané
- José Falcón
- Nanawa

### Tercer anillo
Abarca los distritos más alejados de la capital. Cuentan con población urbana y rural. 
- Ypacaraí
- Itá
- Villeta
- Nueva Italia
- Villa Hayes
- Benjamín Aceval

## Transportes y comunicaciones

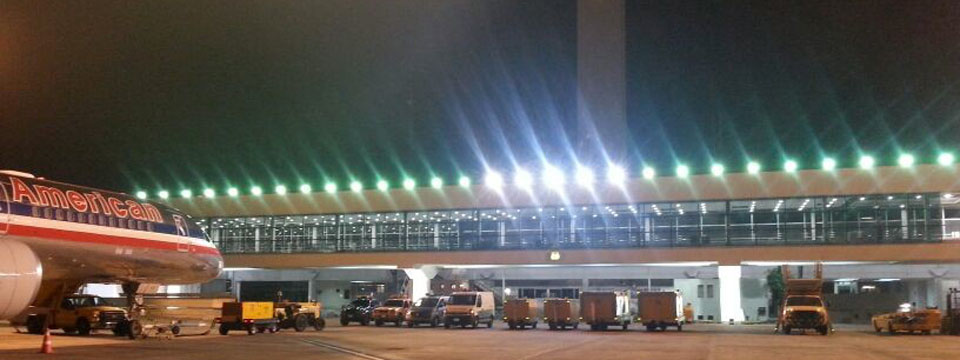
Aeropuerto Internacional Silvio Pettirossi.

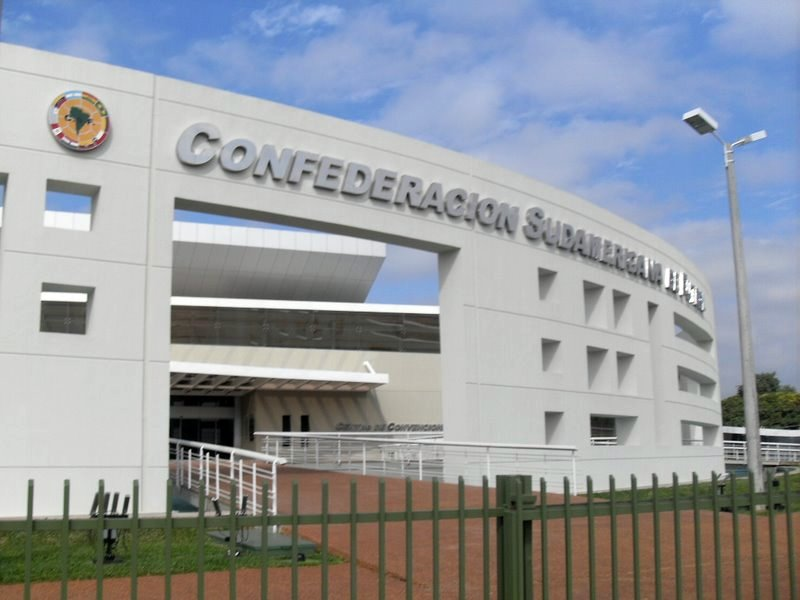
Sede de la Conmebol, a pocos metros del Aeropuerto Internacional en Luque.

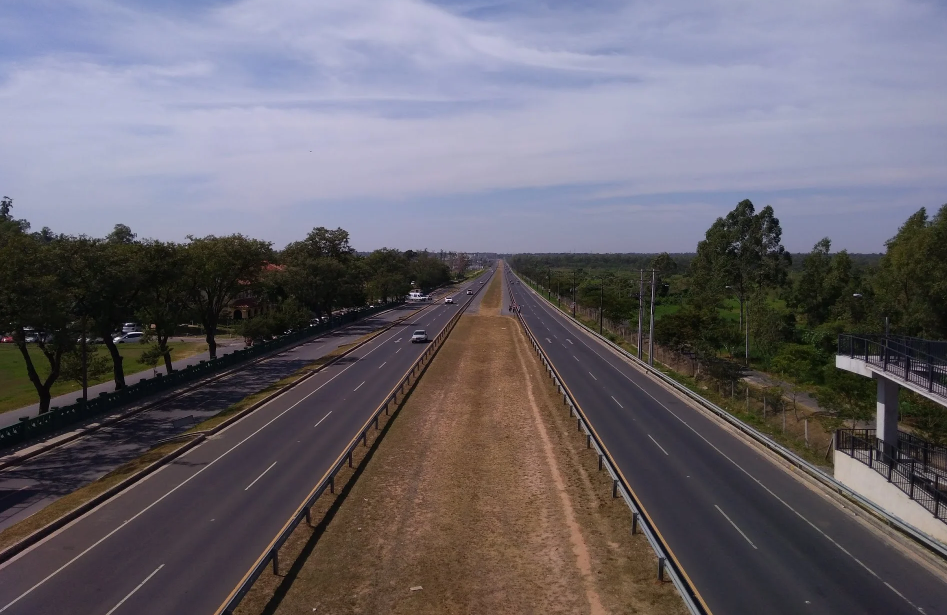
Autopista Ñu Guazú.

### Aeropuertos
En la ciudad de Luque, se encuentra el Aeropuerto Internacional Silvio Pettirossi, el más importante del país. Ofrece vuelos nacionales e internacionales, con destinos diarios a San Pablo, Buenos Aires, Montevideo, Santiago, Ciudad de Panamá, Lima, Madrid y otros.

### Terminales de buses
La Terminal de Ómnibus de Asunción es una de las terminales de buses más importante del país. Ofrece servicios a casi todas las ciudades de Paraguay y también a nivel internacional. Entre los destinos nacionales más importantes se encuentran Ciudad del Este, Encarnación, Pedro Juan Caballero, Villarrica, Caaguazu, Pilar, San Ignacio. Entre algunos de sus destinos internacionales se encuentran São Paulo, Río de Janeiro, Buenos Aires, Montevideo, Córdoba, Santiago de Chile, Iquique, Santa Cruz de la Sierra, Brasilia, etc.

### Red vial
| Identificador | Denominación | Tipo               | Itinerario |
| ------------- | ------------ | ------------------ | --- |
| PY01          | Ruta 1       | Ruta Nacional      | Conocida también como Acceso Sur. Conecta la capital con las ciudades de Fernando de la Mora, Lambaré, San Lorenzo, Villa Elisa, Ñemby, San Antonio, Ypané, Guarambaré (enlaza con Villeta), y la ciudad de Itá. |
| PY02          | Ruta 2       | Ruta Nacional      | Une Gran Asunción con Gran Ciudad del Este, la segunda área metropolitana del país. Actualmente se está ejecutando un proyecto de duplicación de los carriles de ida y vuelta de los 343 km de la ruta. Atraviesa las principales ciudades del área metropolitana San Lorenzo, Capiatá (se enlaza con Areguá), Itauguá e Ypacaraí. |
| PY03          | Ruta 3       | Ruta Nacional      | Atraviesa las ciudades de Mariano Roque Alonso (se enlaza con la Ruta PY09 por el Puente Remanso) y Limpio. Comunica Gran Asunción con la región noreste del país. Comienza en la rotonda del jardín botánico de Asunción y termina en Salto del Guairá, capital del departamento de Canindeyú.                                    |
| D027          | D027         | Ruta Departamental | Conocida también como ex-Ruta 1. Atraviesa las ciudades de San Lorenzo, Capiatá, Saldívar e Itá. |

- Puente Remanso

Es un puente carretero erecto sobre el río Paraguay, que comunica a la región Oriental con la región Occidental, actualmente sirve como enlace de las Rutas PY03 y PY09. Tiene una extensión de 1.370 metros y fue habilitado en el año 1978.
- Puente Héroes del Chaco

Actualmente se encuentra inaugurado en fecha 3 de marzo de 2024, un segundo puente que comunica la región Oriental con la región Occidental. Según los informes técnicos, el puente es atirantado, con dos carriles, una ciclovía y una vereda peatonal. Tiende 449 metros de longitud y enlaza la avenida Primer Presidente (Asunción) con la Ruta PY09, en el distrito de Nueva Asunción (anteriormente conocido como Chaco'i). Se cobra peaje de acuerdo al tipo de vehículo. Cabe mencionar que esta vía rápida sobre el principal cauce hídrico del país sirve para descongestionar el Puente Remanso. Se estima que la nueva conexión absorberá para el 2024 un tráfico de 6.526 rodados del tránsito medio diario anual. El costo aproximado de la obra es de US$ 180 millones y su ejecución fue culminada dentro del plazo convenido. El ingeniero Fabio Riveros, director de Planificación Vial del Ministerio de Obras Públicas y Comunicaciones (MOPC), dijo que ahora (fecha de esta edición abril 2024) lo que falta es culminar con las obras complementarias, que incluyen pavimentación, señalización, barandas de defensa, iluminación y todo lo que tiene que ver con la seguridad de los conductores, por lo que se espera que se habilite oficialmente en diciembre.

## Evolución demográfica
Los siguientes datos corresponden a la ciudad de Asunción y el departamento Central desde el año 1992, época en que se consolida el área metropolitana de Asunción.
| Gráfica de evolución demográfica de Gran Asunción entre 1992 y 2022 |
|                                                                     |